# 19e étape du Tour de France 2005
Pour un article plus général, voir Tour de France 2005.
La 19e étape du Tour de France 2005 s'est déroulée le 22 juillet 2005 entre Issoire et Le Puy-en-Velay sur une distance de 153,5 km. C'est l'étape la plus courte du tour 2005.
Dès les 30 premiers kilomètres un groupe de coureurs composé de Giuseppe Guerini, Óscar Pereiro et Sandy Casar parvient à quitter le peloton. Ce groupe est rejoint 10 km après par Franco Pellizotti.
Un groupe intermédiaire de 10 coureurs se forme entre le peloton et les coureurs de tête mais ils seront repris avant l'arrivée. Les échappés auront une avance maximale de 8 min 45. L'essentiel du travail du groupe de tête a été effectué par Óscar Pereiro qui bataillait pour le classement de la montagne et c'est à 2 km de l'arrivée que l'attaque de l'italien Giuseppe Guerini aboutit à sa seconde victoire d'étape dans un Tour de France, suivi par Sandy Casar et Franco Pellizotti.
Le peloton arrive à 4 min 30 du trio de tête, avec Robbie McEwen qui remporte le sprint devant Thor Hushovd, tous deux encore en course pour le maillot vert du classement à points du meilleur sprinteur.

## Sprints intermédiaires
1er Sprint intermédiaire à Ambert (55,5 km)
| Premier   | Óscar Pereiro, 6 P. et 6 s     |
| Second    | Franco Pellizotti, 4 P. et 4 s |
| Troisième | Giuseppe Guerini, 2 P. et 2 s  |

2e Sprint intermédiaire à Bellevue-la-Montagne (123,5 km)
| Premier   | Óscar Pereiro, 6 P. et 6 s     |
| Second    | Giuseppe Guerini, 4 P. et 4 s  |
| Troisième | Franco Pellizotti, 2 P. et 2 s |

## Classement du maillot à pois de la montagne
Côte des Gerbaudias Catégorie 4 (23 km)
| Premier   | Christophe Moreau, 3 P. |
| Second    | Ronny Scholz, 2 P.      |
| Troisième | Bradley McGee, 1 P.     |

Côte de Saint-Éloy-la-Glacière Catégorie 3 (38,5 km)
| Premier   | Óscar Pereiro, 4 P.     |
| Second    | Giuseppe Guerini, 3 P.  |
| Troisième | Sandy Casar, 2 P.       |
| Quatrième | Franco Pellizotti, 1 P. |

Col des Pradeaux Catégorie 2 (68 km)
| Premier   | Óscar Pereiro, 10 P.    |
| Second    | Franco Pellizotti, 9 P. |
| Troisième | Giuseppe Guerini, 8 P.  |
| Quatrième | Sandy Casar, 7 P.       |
| Cinquième | Pieter Weening, 6 P.    |
| Sixième   | Bert Grabsch, 5 P.      |

Côte des Terrasses Catégorie 4 (96 km)
| Premier   | Óscar Pereiro, 3 P.     |
| Second    | Giuseppe Guerini, 2 P.  |
| Troisième | Franco Pellizotti, 1 P. |

Côte de Malaveille Catégorie 4 (107,5 km)
| Premier   | Óscar Pereiro, 3 P.    |
| Second    | Sandy Casar, 2 P.      |
| Troisième | Giuseppe Guerini, 1 P. |